# 500-річчя Реформації (монета)
«500-рі́ччя Реформáції» — ювілейна монета номіналом 5 гривень, випущена Національним банком України, присвячена важливому явищу європейської культури — 500-річчю Реформації. Формальний початок релігійно-суспільного руху в Європі XVI — середини XVII століть пов'язують із виступом німецького реформатора, доктора богослов'я Віттенберзького університету Мартіна Лютера, який у 1517 році оприлюднив свої знамениті 95 тез, що були націлені проти практики продажу індульгенцій (звільнення від гріха, дароване Церквою) та наголошували, що людина досягає «спасіння душі» (або «виправдання») не через церкву та її обряди, а за допомогою віри, дарованої їй безпосередньо Богом. Вплив Реформації на українських землях виявився у демократизації церкви, наближенні її до народу, процесі створення національних шкіл, друкарень, перекладу Біблії та богослужбових книг живою українською мовою. 
Монету введено в обіг 15 вересня 2017 року. Вона належить до серії «Інші монети».
Особливістю монети є те, що на ній не зазначено рік карбування.

## Опис монети та характеристики
| Номінал грн. | Метал      | Маса, г | Діаметр, мм | Якість виготовлення       | Гурт     | Тираж, штук |
| ------------ | ---------- | ------- | ----------- | ------------------------- | -------- | ----------- |
| 5            | нейзильбер | 16,54   | 35,0        | спеціальний анциркулейтед | рифлений | 40 000      |

### Аверс
На аверсі монети розміщено: угорі — малий Державний Герб України, під яким написи: «УКРАЇНА/ 5 ГРИВЕНЬ»; на дзеркальному тлі — хрест, ліворуч — стилізований аркуш розгорнутої Біблії, переклад якої німецькою мовою зробив Мартін Лютер, із декоративною закладкою з українським орнаментом, що символізує причетність України до загальноєвропейського процесу творення нової церкви. Праворуч від хреста розміщено п'ять тез, які є квінтесенцією цієї теології: «ТІЛЬКИ/ПИСАННЯ/ ТІЛЬКИ/ВІРА/ ТІЛЬКИ/БЛАГОДАТЬ/ ТІЛЬКИ/ХРИСТОС/ ТІЛЬКИ/БОГОВІ СЛАВА»; логотип Банкнотно-монетного двору Національного банку України (унизу праворуч).

### Реверс
На реверсі монети розміщено: на червоно-чорному тлі (використано тамподрук), що символізує драматизм того часу, розп'яття, праворуч — Мартін Лютер, який тримає в руці аркуш зі своїми тезами, та написи: «МАРТІН/ ЛЮТЕР» (угорі), «500 РОКІВ/ РЕФОРМАЦІЇ» (вертикально ліворуч).

## Автори

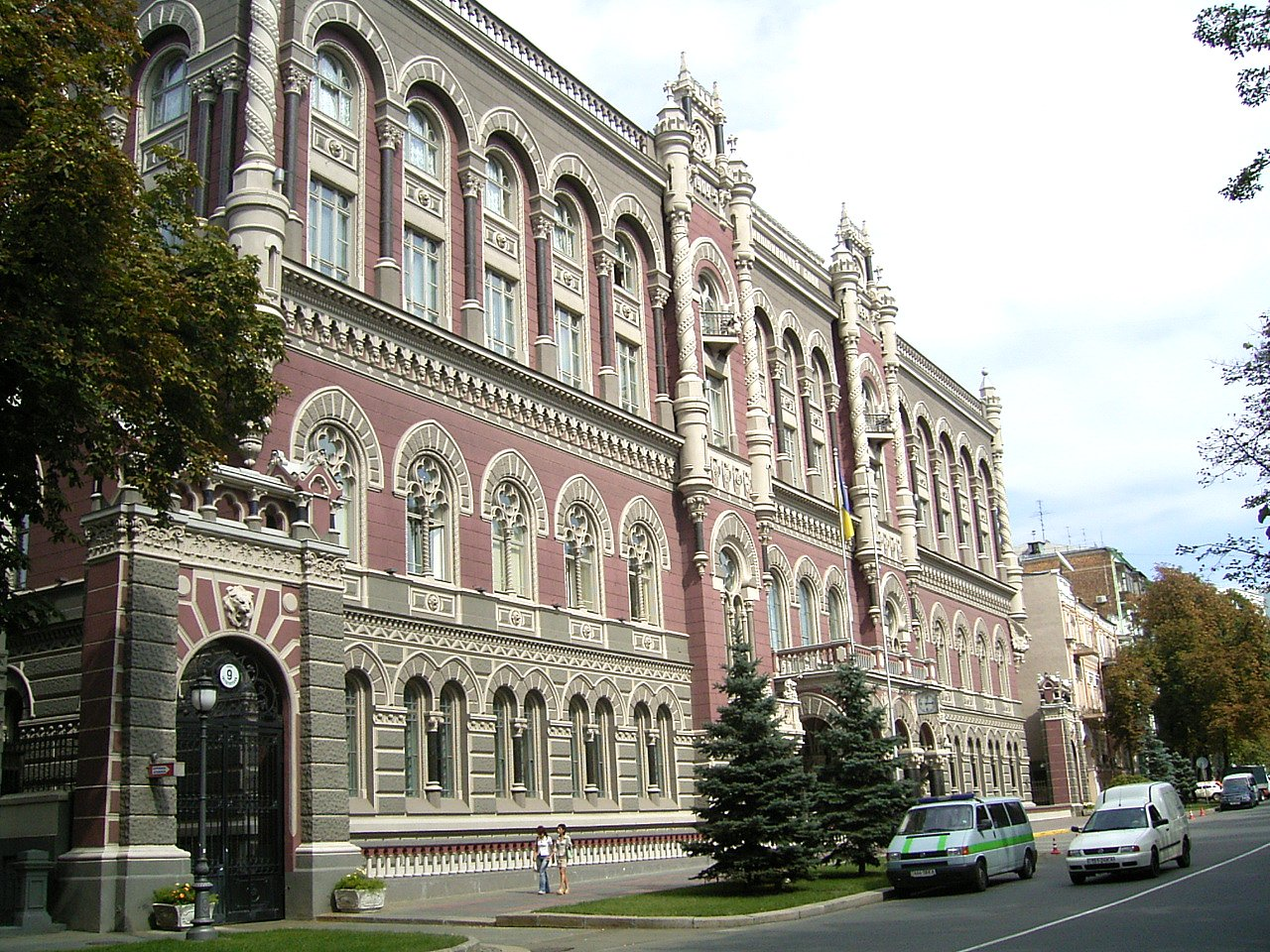
Будівля Національного банку України

- Художники: Таран Володимир, Харук Олександр, Харук Сергій.
- Скульптор — Атаманчук Володимир.
- Програмне моделювання — Віталій Андріянов.

## Вартість монети
Під час введення монети в обіг у 2017 році, Національний банк України реалізовував монету через свої філії за ціною 43 гривні.
Фактична приблизна вартість монети, з роками змінювалася так:
| Рік        | 2018 | 2019 | 2020 | 2021 | 2022 | 2023 | 2024 | 2025 |
| ---------- | ---- | ---- | ---- | ---- | ---- | ---- | ---- | ---- |
| Ціна, грн. | 145  | 125  | 115  | 125  | 150  | 370  | 430  | 440  |